# Distretto di Jamalca
Il distretto di Jamalca è un distretto del Perù nella provincia di Utcubamba (regione di Amazonas) con 7.554 abitanti al censimento 2007 dei quali 1.385 urbani e 6.169 rurali.
È stato istituito il 5 febbraio 1861.